# کلیسای هوهانس مقدس، ووسکواز
کلیسای هُوْهانِس مقدس (ارمنی: Սուրբ Յովհաննէս Եկեղեցի; انگلیسی: Surp Hovhannes Church) یک کلیسا حواری ارمنی واقع در روستای ووسکواز، در استان آراگاتسوتن، ارمنستان می‌باشد. ساخت و ساز این ساختمان سده‌های ۷ام تا ۱۲ام میلادی؛ به پایان رسید. این بنا به سبک معماری ارمنی طراحی شده‌است.

## نگارخانه

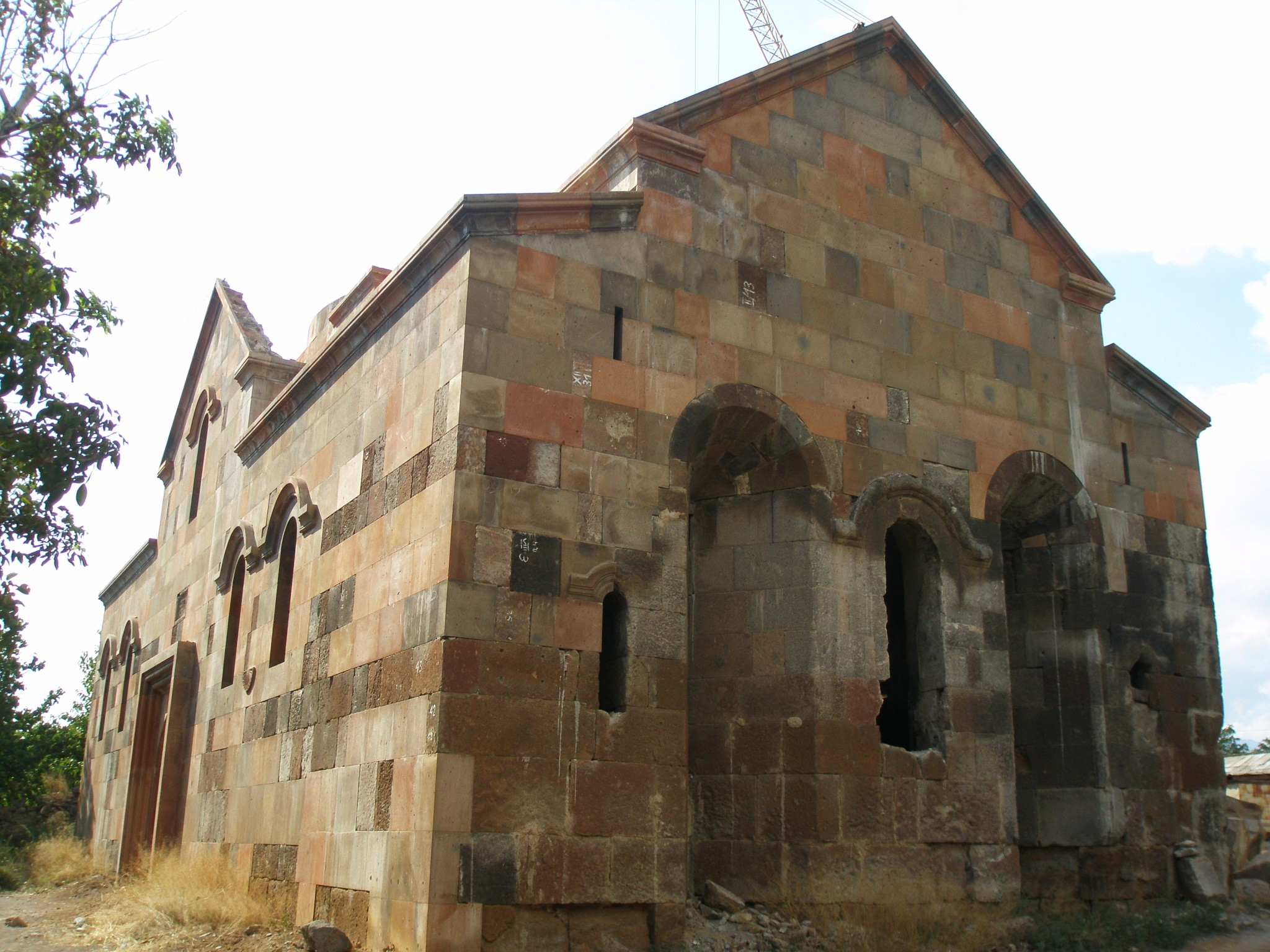
Voskevaz church from another angle.
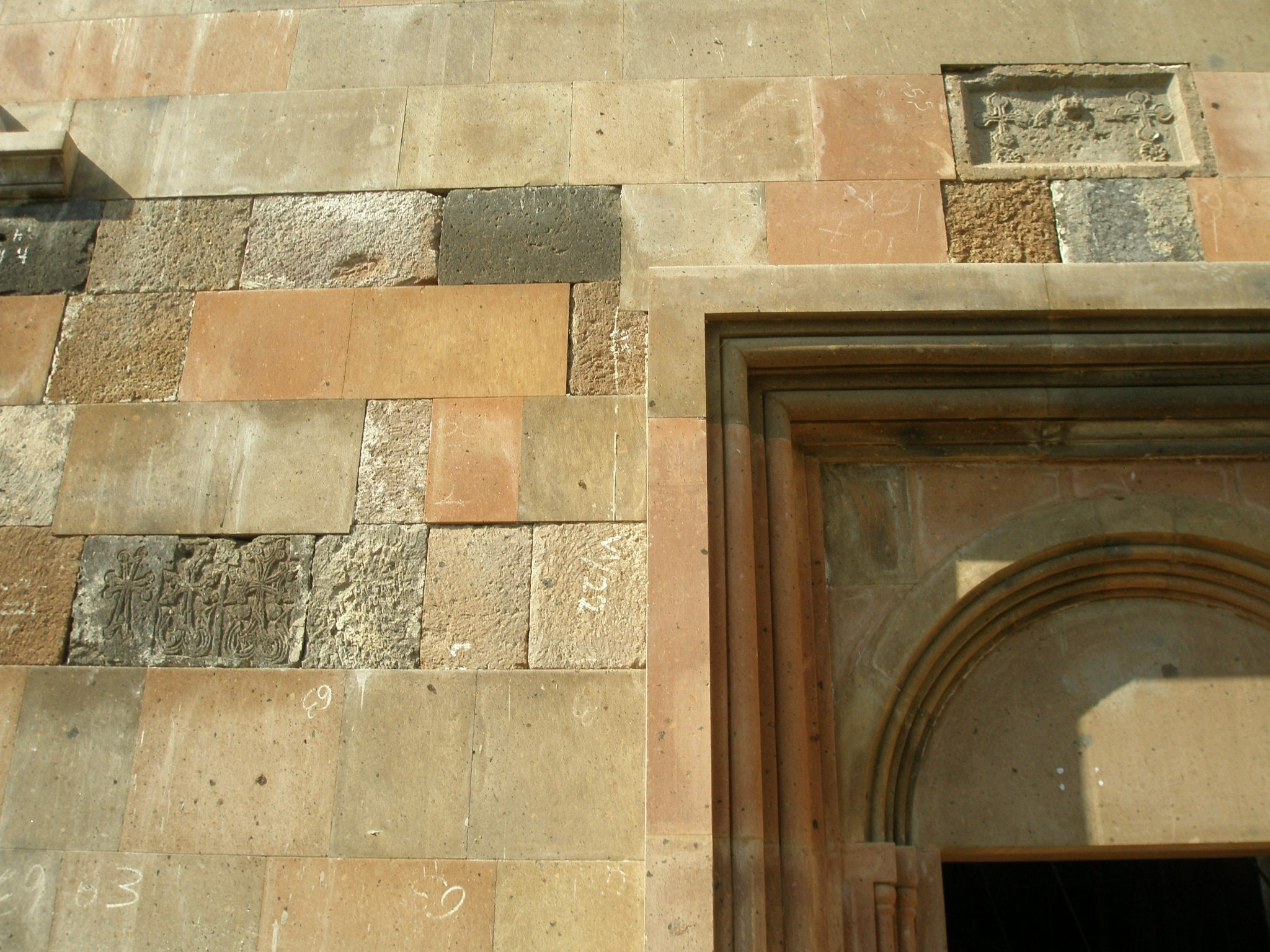
The main portal of the church.